# Molophilus (Molophilus) perproductus
Molophilus (Molophilus) perproductus is een tweevleugelige uit de familie steltmuggen (Limoniidae). De soort komt voor in het Australaziatisch gebied.